# Dillenia pentagyna
Dillenia pentagyna är en tvåhjärtbladig växtart som beskrevs av William Roxburgh. Dillenia pentagyna ingår i släktet Dillenia och familjen Dilleniaceae. Inga underarter finns listade i Catalogue of Life.

## Bildgalleri

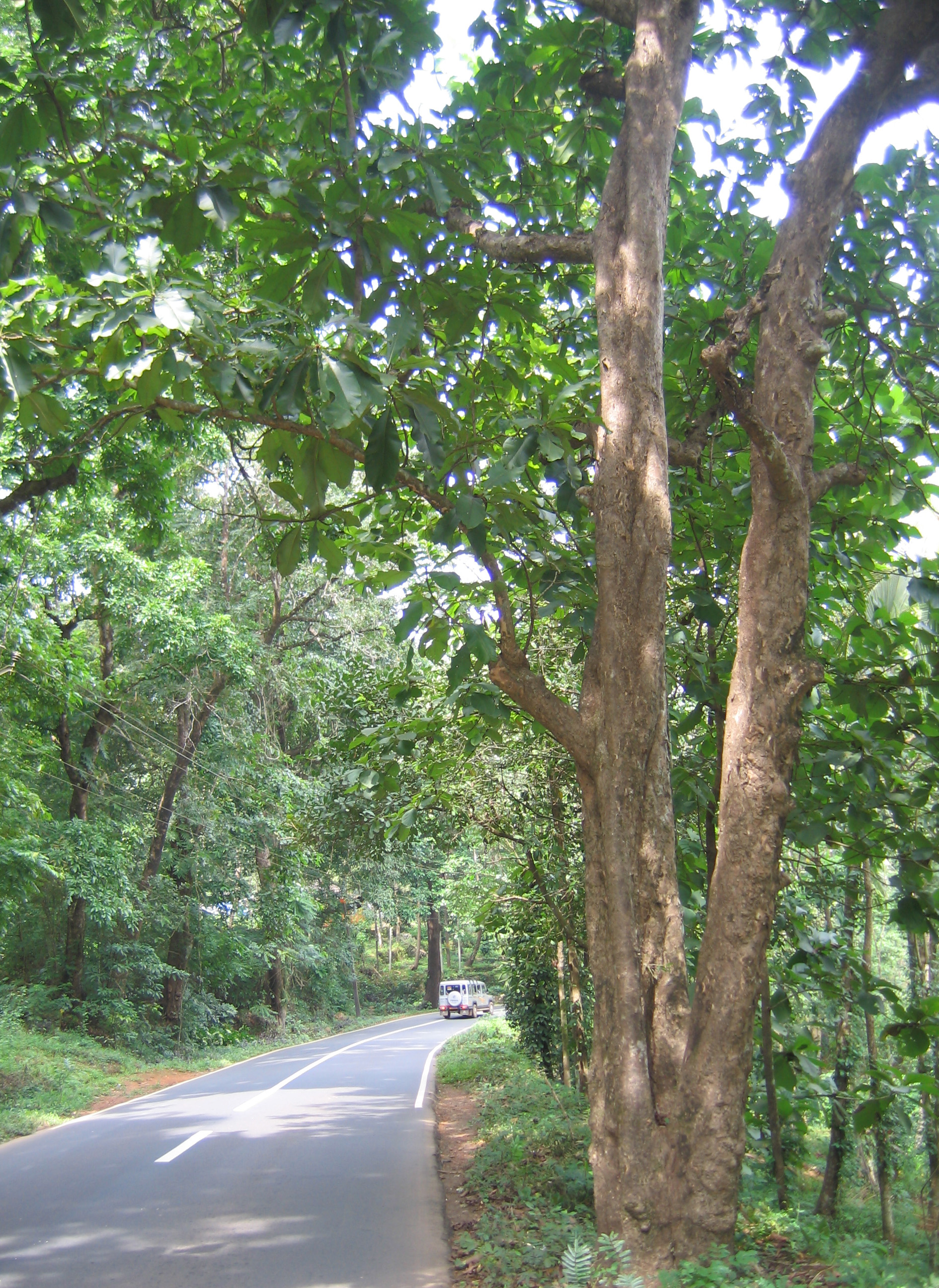
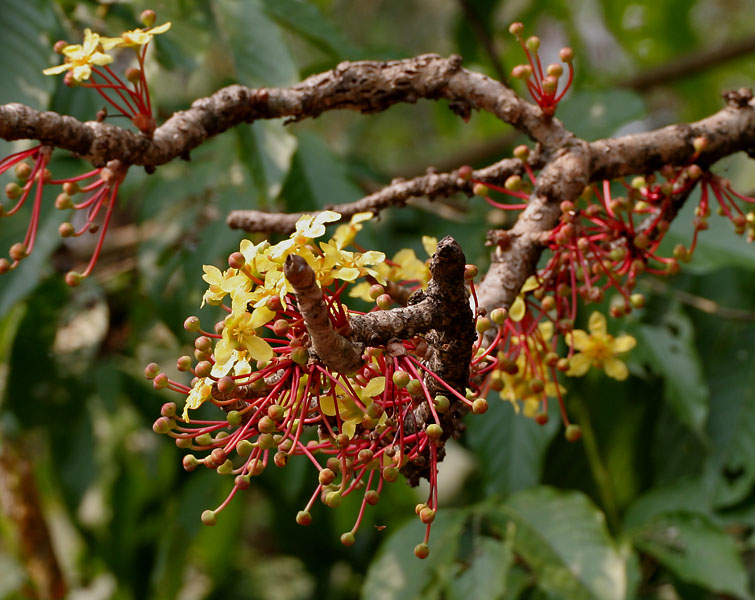